# 于康
于康（Yu kang）北京协和医院临床营养科主任医师、教授。

## 生平
身为医学人物与营养学家，已在中国核心医药期刊及国际学术会议上发表学术论文40余篇。